# 서부전선 포격 사건
서부전선 포격 사건은 2015년 8월 20일 오후 3시 52분경 조선민주주의인민공화국이 대한민국 경기도 연천군 중면 인근의 서부전선의 대북 확성기에 포격을 가한 사건을 일컫는다.

## 배경
2015년 8월 4일 조선인민군이 군사분계선(DMZ)를 넘어와 목함지뢰 3발을 설치해 문을 지나던 대한민국 국군 2명이 부상을 입었다. 이후 대한민국은 이에 대한 대응책으로 11년 만인 8월 10일 오후 5시 이후 대북방송을 다시 재개했다. 이에 대해 조선민주주의인민공화국 측에서는 대북방송을 중지하라고 요구하였다.

## 개요
2015년 8월 20일 오후 3시 52분경, 조선민주주의인민공화국은 대한민국 경기도 연천군 중면 인근 서부전선에 있는 대북 확성기를 향해 14.5mm 기관총 1발을 발사하여 대북 확성기가 위치한 곳에서 수km 외곽의 야산에 떨어졌다. 이어 2차로 4시 15분 경 76.2mm 평사포 포탄 수 발을 발사하여 700m 부근에 떨어진 군사분계선에 떨어졌다. 이에 대한 대응 사격으로 5시 4분경 포탄발사 추정지점을 향해 155mm K-55A1 자주포 28발로 대응 사격을 실시하였다. 대한민국 국방부 관계자는 "군 기지를 직접 겨냥하지는 않은 것으로 알려졌으며, 군이나 인근 주민의 피해는 없다."고 밝혔다.

## 여파

### 초기 반응
포격이 일어난지 1시간 후인 5시 12분, 연천군의 횡산리와 삼곶리 주민에게 대피령이 내려졌다. 이후 5시 42분경에는 인천 강화군 교동면 인사리에도 대피령이 내려졌다.
오후 5시 23분 경에는 청와대에서 대한민국 국가안전보장회의 긴급 회의가 열렸다.

### 이후 긴장
오후 4시 경, 국군 제6군단 예하 전 부대에 최고 경계태세(진돗개 하나)를 발령했다.
8월 20일 오후 5시 경, 조선인민군이 서해 군 통신선을 통해 총참모부 명의로 5시를 기점으로 48시간 이내에 확성기를 철거하지 않을 경우 군사 행동에 들어가겠다고 통보했다. 또한 조선민주주의인민공화국은 대한민국이 확성기를 철거하지 않을경우, 2015년 8월 22일 17시부터 전시 작전을 개시하겠다고 발표하였으며, 2015년 8월 21일, 김정은은 조선민주주의인민공화국과 조선인민군에 준전시 상태임을 선포하였으며, 조선민주주의인민공화국의 조선중앙방송은 2015년 8월 21일 오전 "김정은 동지는 21일 17시부터 조선인민군 전선대연합부대들에 불의 작전 진입이 가능한 완전 무장한 전시 상태로 이전하며, 전선 지대에 준전시 상태를 선포함에 대한 조선인민군 최고사령관 명령을 하달했다"고 보도한 바 있다.
8월 22일 오후 6시 48분 기준, 워치콘이 3에서 2로 격상되었다.
8월 22일 오후 7시 14분 경, 북한의 제안으로 실시되는 남북 고위층 회담이 시작되었다.
8월 25일 오전 1시경 회담이 종료되었고 오전 2시(KST) 남북 공동 보도문이 발표되었다.

## 같이 보기
- 연평도 포격